# Oscar R. Benavides

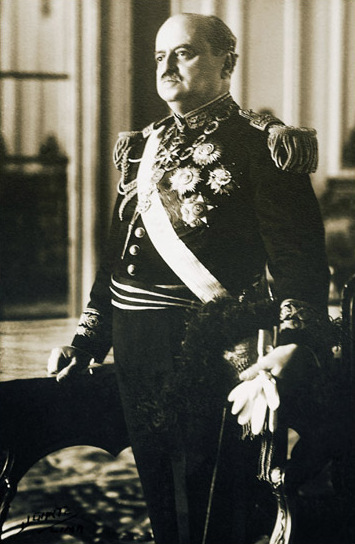
Óscar Raimundo Benavides

Óscar Raimundo Benavides (* 15. März 1876; † 2. Juli 1945) war General und Staatspräsident von Peru (1914–1915 und 1933–1939).
1914 stürzte er als Oberst der Armee Präsident Guillermo Billinghurst und riss die Macht an sich.
In der zweiten Regierungszeit 1933–1939 orientierte sich Benavides pro-faschistisch und es gelang ihm, ökonomische Fortschritte zu erzielen. Als die Alianza Popular Revolucionaria Americana (APRA) die Wahl von 1936 gewann, ignorierte Benavides die Resultate und setzte seine Regierung fort. 1939 wurde er von Manuel Prado y Ugarteche als Präsident abgelöst.